# Крупен
Крупен (болг. Крупен) — село в Болгарии. Находится в Добричской области, входит в общину Каварна. Население составляет 44 человека.

## Политическая ситуация
Крупен подчиняется непосредственно общине и не имеет своего кмета.
Кмет (мэр) общины Каварна —  Цонко Здравков Цонев (независимый) по результатам выборов в правление общины.